# Pasqualini (Adelsgeschlecht)

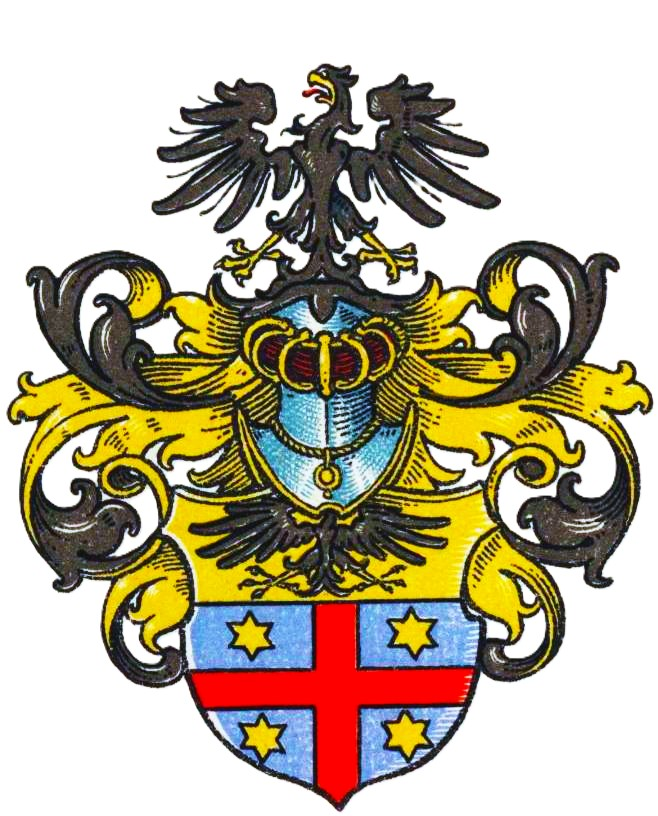
Wappen derer von Pasqualini im Wappenbuch des Westfälischen Adels

Pasqualini (auch Pasqualin, Pasquelin, Pasqualein o. ä.) ist der Name eines erloschenen italienisch-stämmigen rheinländischen Adelsgeschlechts.

## Geschichte
Das alte adelige Geschlecht stammt ursprünglich aus Bologna in Italien. Ein handschriftlich überlieferter Stammbaum beginnt mit Christofero und Berto de Pasqualini 1474. Stammvater der Familie in Deutschland ist der in Bologna geborene Alessandro Pasqualini (1493–1559), der in Bologna und Rom zum Architekten ausgebildet wurde. Er kam mit Kaiser Karl V. (1500–1558) auf dessen Veranlassung nach Deutschland. In der Folge war er an verschiedenen Fürstenhöfen nördlich der Alpen tätig. U. a. in den Niederlanden für die Familie Egmond, für den Fürstbischof von Lüttich und Städte wie Amsterdam, Hertogenbosch und Middelburg. Es folgte ab 1549 eine Tätigkeit für Herzog Wilhelm V. von Jülich-Kleve-Berg. Dort war er zum Beispiel am Wiederauf- und Umbau des Düsseldorfer Schlosses beteiligt, etwa an der Schlosskapelle und dem heute nur noch erhaltenen Schlossturm. Um 1556 leitete und plante er den Anbau des Scherpentiners, der westlichen Bastion der Sparrenburg in Bielefeld in der Grafschaft Ravensberg, deren Landesherr Herzog Wilhelm ebenfalls war.
Die altadelige Herkunft der Familie wurde in Deutschland im 17. und 18. Jahrhundert offenbar bezweifelt, obwohl sich die Familie stets mit den Adelsprädikaten „à“ oder „de“ schrieb. 1669 bezeugte Konrad Goswin von Westerholt, dass er mit Dietrich Arnold von Pasqualini fast ein Jahr durch Italien gereist sei und erfahren habe, dass die Pasqualini ein altes ritterbürtiges Geschlecht seien und als solches in der Lombardei respektiert würden. Dasselbe bezeugte 1709 in Bologna Josephus Carolus Pasqualini, Doktor der Rechte und Archidiakon, dem Baron Maximilianus Pasqualini, einem Sohn des o. g. Dietrich Arnold, der sich zu jener Zeit in Italien aufhalte, von Bologna abstamme und mit ihm blutsverwandt sei. Wohl in Unkenntnis dieser Bezeugungen findet sich an anderen Stellen die Aussage, dass Alessandros Söhne Maximilian von Pasqualini (1534–1572), Architekt von Schloss Rheydt, und Johann von Pasqualini der Ältere (1535–1582) nobilitiert wurden, ohne jedoch ein Datum der Nobilitierung zu nennen. 
Alessandros Söhne jedenfalls setzten die väterliche Arbeit in Jülich am Schloss, an der Festung und in der Stadtplanung fort. Johann von Pasqualini arbeitete darüber hinaus am neuitalienischen Ausbau der Festung Orsoy. Alessandros Enkel Johann von Pasqualini der Jüngere (1562–1612), Generalbaumeister in Jülich, Kleve, Berg, und Alexander (1567–1623), Baumeister im Herzogtum Kleve, beide Söhne Maximilians, waren ebenfalls als Festungsbauer, z. B. um 1600 auf der Festung Ehrenbreitstein, tätig und sind insbesondere häufig als Gutachter für den Festungsbau erwähnt.
Ansässig war die Familie u. a. auf Haus Kretier, auch Gut Hillerding genannt, ehemaliger Stammsitz der Cretier, in Rhede bei Bocholt ansässig.
Die Letzte der Familie war Judith Elisabeth von Pasqualini, Ehefrau es Johann Hermann Winold von Hövel zu Weesefeld, die am 12. Februar 1761 verstarb.

## Persönlichkeiten
- Alessandro Pasqualini (1493–1559), italienischer Architekt der Renaissance
- Maximilian von Pasqualini (1534–1572), Sohn Alessandros, Landesbaumeister des Herzogtums Jülich-Kleve-Berg
- Johann von Pasqualini der Ältere (1535–1582), Architekt und Stadtplaner
- Johann von Pasqualini der Jüngere (1562–1612), Landesbaumeister des Herzogtums Jülich-Kleve-Berg

## Wappen
Blasonierung: In Blau ein goldenes Schildhaupt, darin ein schwarzer Adler, unten ein stehendes rotes Kreuz, in den Winkeln von je einem goldenen Stern begleitet. Auf dem Helm mit schwarz-goldenen Helmdecken der schwarze Adler.